# Малкольм Вітман
Малкольм Вітман (15 березня 1877 — 28 грудня 1932) — був американським тенісистом, у 1900 році — першою ракеткою світу разом із Реджинальдом Догерті. Переможець трьох US Open в одиночному розряді.

## Особисте життя
Малкольм Вітман народився 15 березня 1877 у Нью-Йорку.
Вітман навчався у Латинській школі Роксбері, де досі визнається найкращим спортсменом. У 1899 році закінчив юридичний факультет Гарвардського університету.
У 1907 році він одружився із Джанет МакКук, але вона померла у 1909 після народження їхньої другої дитини. У липні 1912 він одружився із Дженні Крокер, але вони розлучилися вже через рік.
У 1926 році він одружився втретє — із модельєром графинею Мара. У грудні 1931 року померла від пневмонії його донька Мері від другого шлюбу.
28 грудня 1932 року він вчинив самогубство, вистрибнувши із вікна.

## Кар'єра
Під час навчання в коледжі Вітман став переможцем міжвузівських змагань в одиночному розряді у 1896 році та у парному в 1897 і 1898 роках.
У 1896 році він вперше взяв участь в US Open, але поступився у чвертьфіналі Вільяму Ларнеду. Наступного року Вітман також поступився на цій стадії, цього разу — Гарольду Нісбету. Але з 1898 до 1900 років він залишався непереможним на цьому турнірі — у цей період він здобув три титули. У 1901 році він не став захищати титул, а у 1902 році поступився у фіналі турніру претендентів Реджинальду Догерті. На думку Реджинальда і Лоренса Догерті, Вітман був найкращим американським тенісистом разом із Вільямом Ларнедом.
У першому розіграші Кубка Девіса у 1900 році він взяв участь в одному матчі, у якому переміг британця Артура Гора, чим допоміг збірній США завоювати Кубок. У 1902 він знову взяв участь у змаганні, перемігши Джошуа Піма і Реджинальда Догерті у двох одиночних матчах.
У 1902 році у віці 25 років Вітман пішов зі спорту. Він став членом Виконавчого комітету Асоціації тенісу США.
У 1932 році він випустив книгу, присвячену історії гри — Tennis — Origins and Mysteries. У 1955 році включений до Міжнародної тенісної зали слави.

## Фінали турнірів Великого шолома

### Одиночний розряд

#### Перемоги
| Рік  | Турнір            | Суперник у фіналі | Рахунок у фіналі   |       |
| 1898 | Чемпіонат США     | Двайт Девіс       | 3-6, 6-2, 6-2, 6-1 | [ 9 ] |
| 1899 | Чемпіонат США (2) | Пармлі Парет      | 6-1, 6-2, 3-6, 7-5 | [ 9 ] |
| 1900 | Чемпіонат США (3) | Вільям Ларнд      | 6-4, 1-6, 6-2, 6-2 | [ 9 ] |